# Плякин, Максим Евгеньевич
Макси́м Евге́ньевич Пля́кин (род. 9 октября 1978, Саратов) — священник Русской православной церкви, штатный клирик храма в честь преподобного Серафима Саровского в Саратове, секретарь Саратовской епархиальной комиссии по канонизации святых, член Межсоборного присутствия Русской Православной Церкви. Один из авторов «Православной энциклопедии». Автор статей по истории Русской православной церкви, литургике, вопросам канонизации святых. Магистр техники и технологии.

## Биография
Родился 9 октября 1978 года в городе Саратове. В 1985 году поступил в 1 класс Саратовской школы-лицея № 37. По собственному признанию, «мои родители — выпускники Политеха, инженеры. Старший брат закончил ту же кафедру физфака СГУ, что и я. Поэтому, когда нас в 37-й саратовской школе делили на спецклассы, я попросился именно в физико-математический класс».
Крестился в 1992 году. С 1994 года нёс клиросное послушание в Серафимовском храме Саратова. По собственному признанию, «в 1994‑м меня благословили читать на клиросе, это был уже Серафимовский храм. И в том же году я впервые надел стихарь, стал помогать на службе <…> о том, чтобы выбрать служение Церкви как основную дорогу жизни, я тогда не думал <…> 90‑е годы — эпоха духовной всеядности, и я, несмотря на крещение, тоже её не избежал. <…> Особенно сильным оказалось увлечение индийской религиозностью, в частности, учением кришнаитов», но «я вовремя почувствовал в индийской религиозной культуре моральную индифферентность, безразличие к добру и злу. Индийская пантеистическая всеохватность действительно охватывает все — и добро, и зло. Я не мог этого принять. <…> Через искус протестантизма мне тоже пришлось пройти. Первый Новый Завет, который я взял в руки, — это был именно подарок баптистов <…> Отторжение началось для меня с культуры, которую вера порождает. Гимнография баптистов чрезвычайно обширна, но очень бедна поэтически. А мне была уже к тому моменту известна русская традиция религиозности в литературе: и переложения псалмов Тараса Шевченко, и религиозные стихи Пушкина („Отцы-пустынники и жены непорочны..“, „Духовной жаждою томим…“, „Напрасно я бегу к Сионским высотам…“, „В дверях Эдема…“), и Лермонтов, и христианская лирика Цветаевой, которая почему-то осталась незамеченной — даже ценителями её поэзии. И я не понимал, как можно отвергнуть все это ради стихов, прямо скажем, невысокого качества <…> У баптистов нет Евхаристии. <…> Что же оставляет нам Христос — только текст, то есть Библию, и символическое действо, или Он оставляет нам Самого Себя — до скончания века? Вот основное расхождение между баптизмом и Православием. Выбрав Православие, я выбрал реальную Евхаристию». Кроме того, в период «активного воцерковления» он ознакомился со старообрядцами из общины белокриницкого согласия, что в дальнейшем предопределило его интерес к вопросам устава и богослужения.
В 1995 году окончил школу с серебряной медалью. В 1995—2001 годах обучался в Саратовском государственном университете им. Н. Г. Чернышевского. В тот же период начал работать над составлением списка саратовских подвижников: «Мы искали сведения о них, где только могли, и к 99-му году материала набралось достаточно — мы смогли собрать его в книге. И тот наш белый томик — „Саратовские подвижники“ — он, по большому счету, до сих пор не имеет аналогов. Сделали мы это фактически вчетвером: отец Лазарь, который возглавлял нашу работу, Валерий Теплов, я и Александр Яковлев. Тогда не было ещё никакой централизации сведений, никаких банков данных, все нужно было искать и собирать самим, и сориентироваться было очень сложно. Для меня в этой работе соединились два чувства — любовь к новомученикам и любовь к родному городу».
В 2001 году окончил Саратовский государственный университет, защитив диссертацию на соискание степени магистра техники и технологии. В 2003 году поступил на работу в Саратовское епархиальное управление. В апреле 2004 года был введён в состав епархиальной Комиссии по канонизации подвижников благочестия. В том же году был зачислен на первый курс сектора заочного обучения Саратовской духовной семинарии.
11 января 2006 года епископом Саратовским и Вольским Лонгином (Корчагиным) был рукоположен в диаконы.
21 марта 2006 года ему было поручено попечение о духовном окормлении молодежи, обучающейся в Саратовском государственном техническом университете. Преподавал Священное Писание Нового Завета, Литургику и Сравнительное богословие на епархиальных курсах катехизаторов.
27 июля 2009 года решением Священного Синода Русской православной церкви был введен в состав Межсоборного присутствия.
13 февраля 2011 года был епископом Саратовским и Вольским Лонгином рукоположен в сан священника. 28 февраля того же года епископом Лонгином назначен штатным священником храма Рождества Христова г. Саратова.
Член комиссии Межсоборного присутствия по богослужению и церковному искусству.
16 января 2024 года указом митрополита Игнатия (Депутатова) переведён на служение в храм Сретения Господня г. Саратова. Однако 19 февраля 2024 года указом митрополита Игнатия (Депутатова) переведён на служение в храм преподобного Серафима Саровского г. Саратова

## Публикации
- Современный церковнославянский язык: обоснование существования и определение понятия // Славянский вестник. — Вып. 1. — М.: Изд-во МГУ, 2003. — С. 106—119 (в соавторстве со свящ. Феодором Людоговским)
- Новый саратовский святой — священномученик Косма // Православная вера. — Саратов, 2004. — № 6 (258). — С. 2
- Разгром Церкви репетировался Троцким в Саратове // Православная вера. 2005. — № 2.
- «Красный террор» в Саратове в 1918—1919 гг. на примере процесса епископа Германа (Косолапова) // Православие в контексте истории, культуры и общества. — Саратов : Летослов, 2005. — С. 239—244. (в соавторстве с В. В. Тепловым)
- Три священномученика // Православие и современность. — 2006. — № 1. — С. 85-93 (в соавторстве с В. Тепловым)
- Жизнь и мученичество протоиерея Михаила Сошественского // Журнал Московской Патриархии. 2006. — № 5. — С. 52—59 (в соавторстве с Ю. Бортновской-Медокс)
  - Жизнеописание протоиерея Михаила Сошественского // Духовная культура России: история и современность. — Изд-во Саратовской епархии, 2006. — С. 183—190. (в соавторстве с Ю. В. Бортновской-Медокс)
- Саратовские первомученики: иерей Владимир Пиксанов // Духовная культура России: история и современность. — Изд-во саратовской епархии, 2006. — С. 172—173.
- К истории Саратовского храма в честь Покрова Божией Матери // Духовная культура России: история и современность. — Изд-во саратовской епархии, 2006. — С. 191—197.
- Алмазовский праведник // Православная культура как основа духовного возрождения России. — 2007. — С. 210—219.
- От сердца к сердцу : письма св. свщмч. Германа (Косолапова) св. свщмч. Герману (Долганеву) // Православие и современность. 2007. — № 2. — С. 96-105. (в соавторстве с В. Тепловым)
- Венец правды // Православие и современность. — 2007. — № 5. — С. 84-89. (в соавторстве с В. Тепловым)
- Герман (Косолапов) // Православная энциклопедия. — М., 2006. — Т. XI : Георгий — Гомар. — С. 248-249. — 752 с. — 39 000 экз. — ISBN 5-89572-017-X. (в соавторстве со свящ. Михаилом Воробьёвым и В. В. Тепловым)
- Дионисий Ефимович Щёголев // Православная энциклопедия. — М., 2007. — Т. XV : Димитрий — Дополнения к „Актам Историческим“. — С. 268. — 752 с. — 39 000 экз. — ISBN 978-5-89572-026-4.
- Досифей (Протопопов) // Православная энциклопедия. — М., 2007. — Т. XVI : Дор — Евангелическая церковь союза. — С. 66-67. — 752 с. — 39 000 экз. — ISBN 978-5-89572-028-8. (в соавторстве с В. В. Тепловым)
- Святые выпускники Саратовской Духовной Семинарии // Православие и современность. — 2008. — № 6. — С. 98-102.
  - Святые выпускники Саратовской духовной семинарии // Церковь и образование. — Саратов : Изд-во саратов. епархии, 2008. — С. 259—267.
- Искажения церковного Предания в неканонических богослужебных текстах на примере почитания святых царственных страстотерпцев // Труды Саратовской Православной Духовной семинарии: сборник. Вып. 2. — Саратов : Издательство Саратовской епархии, 2008. — 240 с. — С. 116—141
- «…и во всём — любовь»: О русской святости после Раскола и дониконовском обряде // Вера-Эскӧм. 2008. — № 578 (декабрь, 2-й вып.)
- Богослужение языки славянских Поместных Церквей: современная ситуация // Труды Саратовской Православной Духовной семинарии: сборник. Вып. 3. — Саратов : Издательство Саратовской епархии, 2009. — 280 с. — С. 120—144 (в соавторстве со свящ. Феодором Людоговским)
- О миссии и миссионерах // Православная вера: газета. — Саратов, 2009. — № 14 (394).
- Агиологические и канонические последствия воссоединения с РПЦЗ // Церковь, образование, наука: православная культура — основа духовно-нравственного здоровья общества: Сб. / Под ред. прот. Димитрия Полохова. Саратов, 2009. — С. 172—183
- Расстрелян по обвинению в крещении : иерей Иаков Логинов // Православие и современность. — 2009. — № 12. — С. 98-101
- Литургические языки в Slavia Orthodoxa: современная ситуация // Славянский альманах. 2009. — 2010. — С. 380—399. (в соавторстве со свящ. Феодором Людоговским)
- Выбор святого Космы // Православная вера. — Саратов, 2010. — № 14 (418).
- Обзор акафистов в честь святых Бесплотных Сил // Труды Саратовской Православной Духовной семинарии: сборник. Вып. 4. — Саратов : Издательство Саратовской епархии, 2010. — 303 с. — С. 160—177. (в соавторстве со свящ. Феодором Людоговским)
- Хвалебные гимны подвижникам: современные особенности акафистного творчества // Журнал Московской Патриархии. 2010. — № 6 — С. 70-76. (в соавторстве со свящ. Феодором Людоговским)
- Православие // Энциклопедия Саратовского края : в очерках, событиях, фактах, именах / ред. кол.: В. И. Вардугин [и др.]. — 2-е изд., перераб. — Саратов, 2011. — С. 382—399.
- Доклад клирика храма Рожества Христова города Саратова диакона Максима Плякина «Хвалынский Свято-Троицкий миссионерский монастырь и страдалец инок Сергий (Попов)» // Празднование 210-летия Единоверия в Михайловской Слободе. Архиерейское богослужение и церковно-историческая конференция. — Москва 2011. — C. 26-37
  - Хвалынский Свято-Троицкий миссионерский монастырь и страдалец инок Сергий (Попов) // Церковь, образование, наука: история взаимоотношений и перспективы сотрудничества. — Саратов, 2011. — С. 319—325.
- Это наши родные святые // Православие и современность. — 2011. — № 18. — С. 88-89.
- Богу верую, от Бога не отступлю // Православие и современность. — 2013. — № 28. — С. 84-91. (в соавторстве с В. Тепловым)
- Жанр акафиста в XXI веке // Попов А. В. Православные русские акафисты. — М.: Издательство Московской Патриархии Русской Православной Церкви, 2013. — C. 586—636 (в соавторстве со свящ. Феодором Людоговским)
- Отец Сергий: Хвалынская Голгофа // Православие и современность. Ведомости Саратовской митрополии: православный журнал. 2013. — №. 26 (42). — С. 80—87 (в соавторстве с В. В. Тепловым)
- Торжество Православия как дело жизни: [о Братстве Святого Креста в Саратовской епархии] // Гимназический взвоз. — 2013. — № 4. — С. 13-15.
- Акафисты ангелам: пробный фрагмент каталога церковнославянских акафистов // Лингвистическое источниковедение и история русского языка. — М., 2013. — С. 260—280. (в соавторстве со свящ. Феодором Людоговским)
- Обзор тенденций при написании богослужебных последований на соборные памяти // Труды Саратовской православной духовной семинарии. — Саратов : Изд-во Саратовской митрополии, 2013. — Вып. 7. — С. 244—256
- Новости статейной библиографии: Церковное почитание мучеников Куликовской битвы: от XIV века к XXI веку // bogoslov.ru, 30 сентября 2014
- Апологет из Алмазова // Православие и современность. Ведомости Саратовской митрополии: православный журнал. 2014. — № 31 (47). — С. 110—116. (в соавторстве с В. В. Тепловым и О. В. Гаркавенко)
- «Мы обязаны вести религиозное дело» : [о свщмч. Николае Амасийском] // Православие и современность. 2014. — № 30. — С. 118—125. (в соавторстве с В. Тепловым)
- Апологет из Алмазова Яра : [о миссионере Семеоне Климовиче Привалове] // Православие и современность. 2014. — № 31. — С. 110—116. (в соавторстве с В. Тепловым и М. Гаркавенко)
- Свв. мчч. Симеон, Киприан, Иосиф, Василий воины и иже с ними, на Иргени пострадавшие // Патриарший центр древнерусской богослужебной традиции, 23.01.2015
- Косма Никифорович Петриченко // Православная энциклопедия. — М., 2015. — Т. XXXVIII : Коринф — Крискентия. — С. 215. — 752 с. — 33 000 экз. — ISBN 978-5-89572-029-5.
- Собор Саратовских святых // Вифлеемская звезда. — 2015. — № 9. Сентябрь. — С. 2.
- Священномученик Василий — клирик храма Рождества Христова в Саратове // Вифлеемская звезда. — 2015. — № 2. Февраль. — С. 2.
- Квазилитургические тексты как форма существования околоцерковного фольклора // Церковь и время : научно-богословский и церковно-общественный журнал. — 2015. — N 3 (72). — С. 228—250
- Изменение языка богослужения: акафисты на русском языке // Православная культура вчера и сегодня. — Olsztyn. 2015. — C. 193—206
- Возьми крест свой и следуй за мною: священномученик Дионисий (Щеголев), пресвитер // Православие и современность. — 2015. — № 34: Апрель — Июнь. — С. 74-80
- Опыт компиляции праздничного богослужебного последования: Служба бденная святому священномученику Клименту I, Папе Римскому // Православная культура: История и современность — Olsztyn. 2016 — C. 93-136
- «От своего дела я не отступлю»: житие и труды священномученика Иоанна Пугачевского // Церковь и время. 2016. — № 3 (76). — С. 195—214
- Память священномученика Космы Рыбушкинского // Вифлеемская звезда. — 2016. — № 11: Ноябрь. — С. 2
- Гонения на Русскую Православную Церковь в 1940-е годы // Труды Саратовской православной духовной семинарии. — Саратов: Изд-во Саратовской епархии. Вып. XI. 2017. — 400 с. — С. 169—182.
- 26 февраля память священномученика Василия — клирика храма Рождества Христова в Саратове // Вифлеемская звезда. — 2017. — № 2. — С. 2
- Жить и умереть священником : [священномученик Емилиан Гончаров] // Православие и современность. — 2018. — № 42. — С. 88-92.
- Гимны Богу, соединяющие века : об акафистном творчестве как популярном жанре современной гимнографии // Журнал Московской Патриархии. — 2019. — № 7. — C. 62-69
- Гимны Богу, соединяющие века : об акафистном творчестве как популярном жанре современной гимнографии // Журнал Московской Патриархии. — 2019. — № 8. — C. 72-79
- «От своего дела я не отступлю»: житие и труды священномученика Иоанна Пугачевского // Церковь и время: научно-богословский и церковно-общественный журнал. 2019. — Том LXXXIX, N. 4 (89). — С. 106—124.
- «Акафистный всплеск» начала XXI века в Болгарской Православной Церкви // Труды Саратовской православной духовной семинарии, 2019. — C. 271—288
- Проблема канонической оценки церковных расколов // academia.edu, 2019
- Просвещение молодежи в годы гонений // Молодежь: свобода и ответственность. — Саратов, 2019. — С. 19-29
- Новые имена в Соборе Саратовских святых // Ведомости Саратовской митрополии: православный журнал. 2019. — № 9. — С. 44—51. (в соавторстве с В. В. Тепловым)
- Пимен (Хмелевский) // Православная энциклопедия. — М., 2019. — Т. LVI : Петр Дамиани — Повечерие. — С. 488-492. — 752 с. — 39 000 экз. — ISBN 978-5-89572-063-9. (в соавторстве с В. В. Тепловым)
- Труженик тыла и труженик Церкви // «Православие и современность. Ведомости Саратовской митрополии». 2020. — № 1 (62)
  - Иеромонах Нил (Позднев): труженик тыла и труженик Церкви // Межрегиональные Пименовские чтения. — 2020. — № 17. — С. 129—135.
- «Постоим за веру православную!» // Православная вера. 2020. — № 16 (660), сентябрь
- Новые сведения к биографии епископа Мстерского Амвросия (Сосновцева) // Богословско-исторический сборник. — 2024. — № 3 (34). — С. 199—211. (соавтор: П. К. Соловьев)

- Саратовские подвижники. Историко-публицистическое издание. — Саратов: Летопись, 2000. — 188 c. (в соавторстве с А. А. Яковлевым и В. В. Тепловым)
- Собор Саратовских святых : сборник житий / Саратовская митрополия Русской Православной Церкви, Епархиальная комиссия по канонизации подвижников благочестия Саратовской епархии; авт. — сост. М. Плякин. — Саратов : Издательство Саратовской митрополии, 2017. — 456 с. — ISBN 978-5-98599-148-2

- У нас общие святые // Вера-Эскӧм. 2008. — № 578 (декабрь, 2-й вып.)
- Мужество как чудо веры // Православная вера: газета. 2010. — № 13 (417)
- Святость — это не безгрешность // Православие и современность. — 2010. — № 15 (31). — С. 68-72.
- Дыхание нашего богослужения // Православие и современность, 04.05.2011
- Сохранить имена новомучеников // Православная вера: газета. 2011. — № 12 (440)
- Дни, посвященные Богу // Православная вера: газета. 2012 — № 7 (469)
- Просиявшие страданием // Православие и современность, 20.01.2013
- Священник Максим Плякин: «Принятие христианства для Руси было вопросом времени» // Саратовская панорама: газета. 2013. — № 29 (906) от 24 июля 2013
- «Время ослабы» — время настроя // Православная вера: газета. 2013. — № 3 (503)
- Ответственность — предельно высокая // Православие и современность, 23.10.2014
- Работа с бесконечностью // Православие и современность, 31.10.2016
- Что Христос оставил людям // Православие и современность. — 2017. — № 40. — С. 56-62
- В Евангелии нет ничего тайного // Православие и современность, 27.02.2020